# 厄瑟河
51°25′46″N 7°48′28″E / 51.42944°N 7.80778°E

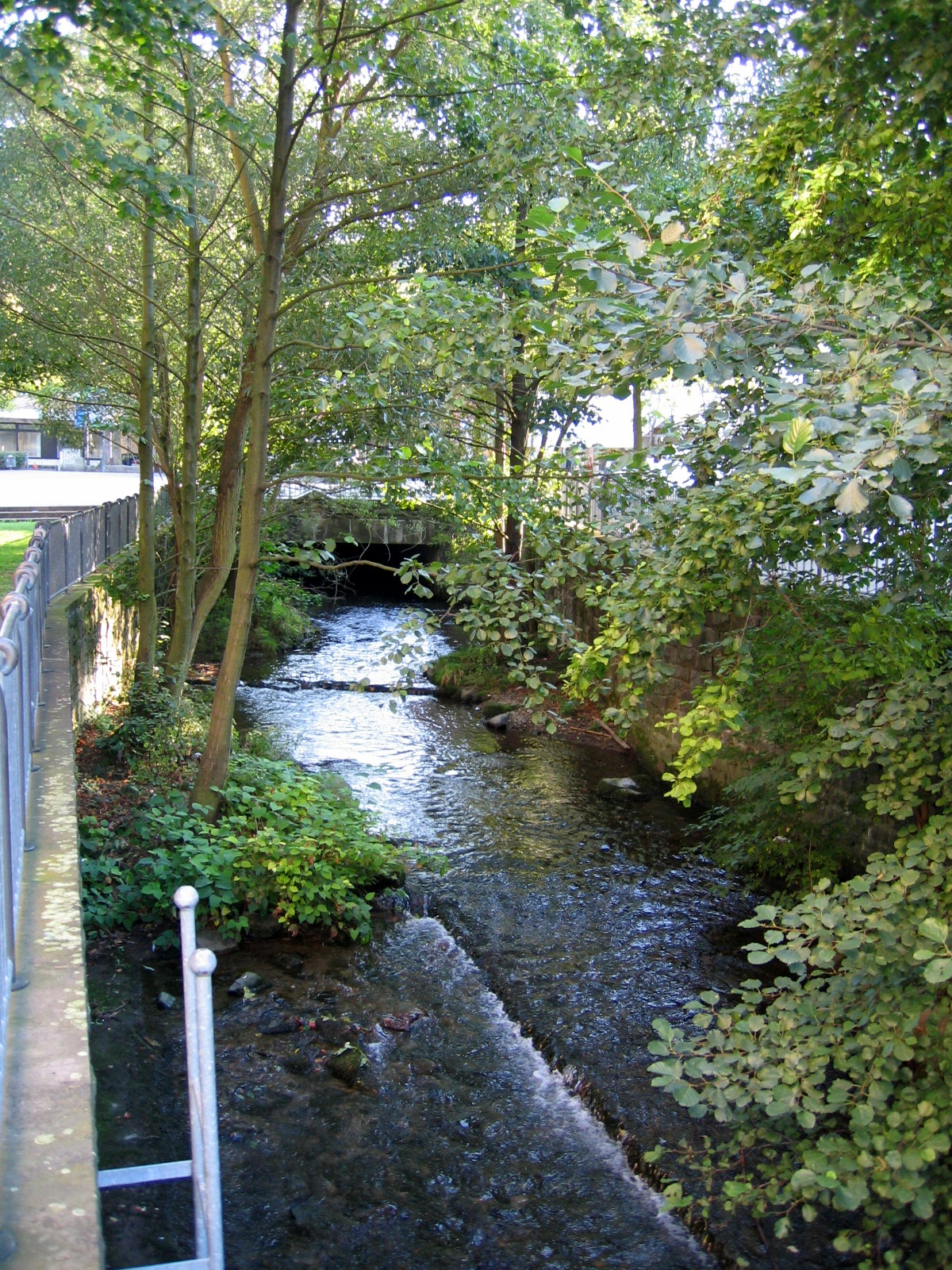

厄瑟河（德語：Oese），是德國的河流，位於該國西部，處於北萊茵-威斯特法倫州，屬於亨訥河的左支流，河道全長19.6公里，流域面積63.7平方公里，河口處在門登。